# Ujguricola pergrisea
Ujguricola pergrisea là một loài ruồi trong họ Asilidae. Ujguricola pergrisea được Lehr miêu tả năm 1970. Loài này phân bố ở vùng Cổ Bắc giới.